# 1207 Ostenia
1207 Ostenia (1931 VT) là một tiểu hành tinh vành đai chính được phát hiện ngày 15 tháng 11 năm 1931 bởi K. Reinmuth ở Heidelberg.